# Újakli
Aklitanya (Újakli) település Ukrajnában, Kárpátalján, a Beregszászi járásban.

## Fekvése
Nagyszőlőstől 23 km-re, Nevetlenfalutól 4 km-re fekvő település.

## Története
Aklitanya és környéke már a paleolit kor vége felé is lakott volt, az itt talált leletek alapján.
A településről az első írásos adat a 14. századból származik.
A faluba és a környező településekre a Csehszlovák időkben ruszinokat telepítettek, a helyi és környékbeli magyar lakosság elszlávosításának elősegítése céljából, de az idetelepített ruszinok mára fokozatosan elmagyarosodtak. Mára már csak néhány ukrán család él a településen, de közülük is szinte mindenki tud vagy ért magyarul.
A falu lakói főként földműveléssel, de mellette kézműves munkákkal; pokrócszövéssel, szalmafonással, hímzéssel is foglalkoznak.
A 2001 évi népszámlálási adatok szerint a településnek 314 lakosa volt, közülük néhány kivétellel mindenki magyar nemzetiségűnek vallotta magát.